# Saint-Melaine-sur-Aubance
Saint-Melaine-sur-Aubance ist eine französische Gemeinde mit 2.209 Einwohnern (Stand: 1. Januar 2022) im Département Maine-et-Loire in der Region Pays de la Loire. Die Gemeinde gehört zum Arrondissement Angers und zum Kanton Les Ponts-de-Cé. Die Einwohner werden Melainois genannt.

## Geographie
Die Gemeinde liegt etwa zwölf Kilometer südsüdöstlich von Angers an der Aubance und gehört zum Weinbaugebiet Anjou.
Umgeben wird Saint-Melaine-sur-Aubance von den Nachbargemeinden Les Ponts-de-Cé im Norden und Nordwesten, Juigné-sur-Loire im Norden und Nordosten, Saint-Jean-des-Mauvrets im Osten und Nordosten, Vauchrétien im Süden, Soulaines-sur-Aubance im Westen und Südwesten sowie Mûrs-Erigné im Nordwesten.
Im äußersten Norden der Gemeinde befindet sich die Anschlussstelle 22 Brissac-Quincé der Autoroute A87.

## Bevölkerungsentwicklung
| Jahr          | 1962 | 1968 | 1975 | 1982 | 1990 | 1999 | 2006 | 2012 | 2018 |
| ------------- | ---- | ---- | ---- | ---- | ---- | ---- | ---- | ---- | ---- |
| Einwohner     | 433  | 434  | 628  | 989  | 1579 | 1942 | 2092 | 2060 | 2086 |
| Quelle: INSEE |      |      |      |      |      |      |      |      |      |

## Sehenswürdigkeiten
- Kirche Saint-Melaine, Monument historique seit 1972

Siehe auch: Liste der Monuments historiques in Saint-Melaine-sur-Aubance

## Weinbau
Die Rebflächen in der Gemeinde gehören zum Weinbaugebiet Anjou.